# Luigi Faroppa
Luigi Faroppa (Castelletto Uzzone, 7 luglio 1881 – ...) è stato un dirigente sportivo e allenatore di calcio italiano, noto come Faroppa I per distinguerlo dal fratello Vittorio o Faroppa II.

## Biografia
Fratello maggiore del calciatore e poi allenatore Vittorio, divenne avvocato e dirigente del Piemonte Football Club.
Dal 29 luglio 1911 divenne consigliere della FIGC.
Dal 22 dicembre 1912 al 15 luglio dell'anno seguente fece parte della commissione tecnica della nazionale di calcio dell'Italia.
Nella stagione 1914-1915 allenò l'Associazione del Calcio Ligure, ottenendo con i liguri l'ultimo posto del Girone A del Torneo Maggiore.